# دیگاه (لنکران)
دیگاه (به لاتین: Digah) یک منطقه مسکونی در جمهوری آذربایجان است که در شهرستان لنکران واقع شده‌است. دیگاه ۲۴۴۵ نفر جمعیت دارد.

## ریشه واژه
دی در زبان‌های تالشی و تاتی به‌معنای روستا و گاه به‌معنای مکان و زمین است و معنای کلی آن به‌صورت زمین روستایی یا روستا است.

## دین
در مسجد جامع دیگاه یک هیئت مذهبی وجود دارد.